# Giovanni Fieschi
Giovanni Fieschi est un cardinal italien né à Gênes, Italie, et mort avant décembre 1384 (ou 1382) à Rome.
Il est de la famille des papes Innocent IV et Adrien V et des cardinaux Guglielmo Fieschi (1244), Luca Fieschi (1300), Ludovico Fieschi (1384), Giorgio Fieschi (1439), Niccolò Fieschi (1503), Lorenzo Fieschi (1706) et Adriano Fieschi (1834).

## Repères biographiques
Fieschi est auditeur à la Rote romaine. Il est élu évêque de Verceil en 1348. Il est emprisonné pour avoir suivi le pape Urbain VI.
Fieschi est créé cardinal par le pape Urbain VI lors du consistoire du 18 septembre 1378.